# Ново (Сергиево-Посадский район)
Ново — деревня в Сергиево-Посадском районе Московской области России, входит в состав сельского поселения Селковское.

## Население
| 1835 | 1850 | 1857 | 1859 | 1895 | 1905 | 1926 | 2002 |
| ---- | ---- | ---- | ---- | ---- | ---- | ---- | ---- |
| 219  | ↘212 | ↗223 | ↗229 | ↗241 | ↘235 | ↗289 | ↘15  |
| 2006 | 2010 |      |      |      |      |      |      |
| ↘14  | ↘6   |      |      |      |      |      |      |

## География
Деревня Ново расположена на севере Московской области, в северо-восточной части Сергиево-Посадского района, примерно в 84 км к северу от Московской кольцевой автодороги и 33 км к северу от станции Сергиев Посад Ярославского направления Московской железной дороги, по левому берегу реки Сухмани бассейна Дубны.
В 17,5 км юго-восточнее деревни проходит Ярославское шоссе М8, в 24 км к юго-западу — Московское большое кольцо А108, в 2 км к западу — автодорога Р104. Ближайшие населённые пункты — деревни Барово, Боблово и Петрушино.

## История
Село Новое с деревянным храмом во имя Николая Чудотворца в 1571 году было приложено в Троице-Сергиев монастырь Матрёной Григорьевной Заболоцкой. В писцовых книгах 1628—1629 гг. Новое названо сельцом с церковным местом, в книгах 1678 года уже значится деревней с 8 дворами.
В «Списке населённых мест» 1862 года Новое — казённая деревня 2-го стана Переяславского уезда Владимирской губернии по правую сторону Углицкого просёлочного тракта от границы Александровского уезда к Калязинскому, в 48 верстах от уездного города и становой квартиры, при пруде, с 32 дворами и 229 жителями (106 мужчин, 123 женщины).
По данным на 1895 год — деревня Хребтовской волости Переяславского уезда с 241 жителем (129 мужчин, 112 женщин). Основными промыслами населения являлись возка лесного материала и изготовление деревянных ящичков для красок и дощечек к бутылям с химическими составами, 17 человек уезжало в качестве фабричных рабочих на отхожий промысел в Москву и уезды.
По материалам Всесоюзной переписи населения 1926 года — деревня Баровского сельсовета Хребтовской волости Сергиевского уезда Московской губернии в 12,8 км от Угличско-Сергиевского шоссе и 44,8 км от станции Сергиево Северной железной дороги; проживало 289 человек (132 мужчины, 157 женщин), насчитывалось 65 хозяйств (64 крестьянских).
С 1929 года — населённый пункт Московской области в составе:
- Новского сельсовета Константиновского района (1929—1954)[14],
- Селковского сельсовета Константиновского района (1954—1957)[14],
- Селковского сельсовета Загорского района (1957—1959)[15][16],
- Торгашинского сельсовета Загорского района (1959—1963, 1965—1991)[16][17],
- Торгашинского сельсовета Мытищинского укрупнённого сельского района (1963—1965)[18][17],
- Торгашинского (до 09.01.1991) и Селковского сельсоветов Сергиево-Посадского района (1991—1994)[17],
- Селковского сельского округа Сергиево-Посадского района (1994—2006)[19],
- сельского поселения Селковское Сергиево-Посадского района (2006 — н. в.)[20][21].